# Rennmühle
Rennmühle (fränkisch: Rähnmill) ist ein Wohnplatz der kreisfreien Stadt Schwabach (Mittelfranken, Bayern). Rennmühle liegt in der Gemarkung Schwabach.

## Geographische Lage
Der aus fünf Wohngebäuden bestehende Weiler liegt am rechten Ufer der Schwabach. Im Osten im Waldgebiet Dornigt verläuft die Bundesautobahn 6 mit einer Anschlussstelle der Bundesstraße 2. Eine Anliegerstraße führt nach Schwabach zur Staatsstraße 2239 (0,8 km südwestlich).

## Geschichte
Rennmühle wurde 1718 angelegt. Benannt wurde sie nach der Rennstraße, die in der Nähe der Mühle an der Rednitz entlanglief. Gegen Ende des 18. Jahrhunderts bestand Rennmühle aus einem Anwesen. Das Hochgericht übte das brandenburg-ansbachische Oberamt Schwabach aus. Das Stadtrichteramt Schwabach war Grundherr der Mahlmühle. Unter der preußischen Verwaltung (1792–1806) des Fürstentums Ansbach erhielt die Rennmühle die Hausnummer 501 des Ortes Schwabach.
Von 1797 bis 1808 unterstand der Ort dem Justiz- und Kammeramt Schwabach. Im Rahmen des Gemeindeedikts wurde Rennmühle dem 1808 gebildeten Steuerdistrikt Schwabach und der 1818 gebildeten Stadt II. Klasse Schwabach zugeordnet.

## Einwohnerentwicklung
| Jahr      | 001818 | 001836 | 001840 | 001861 | 001871 | 001885 |
| Einwohner | 13     | 15     | 15     | *      | 9      | 10     |
| Häuser    | 3      | 1      | 1      |        |        | 1      |
| Quelle    | [ 10 ] | [ 11 ] | [ 12 ] | [ 13 ] | [ 14 ] | [ 15 ] |

## Religion
Rennmühle ist evangelisch-lutherisch geprägt und bis heute in die Stadtkirche St. Johannes und St. Martin (Schwabach) gepfarrt. Die Katholiken sind nach St. Sebald (Schwabach) gepfarrt.